# Thomas Johansson
Thomas Conny Johansson (født 24. marts 1975 i Linköping) er en svensk tennisspiller, der var professionel 1994–2009. Han vandt igennem sin karriere ni single- og en doubletitel, og hans højeste placering på ATP's verdensrangliste var en syvendeplads, som han opnåede i maj 2002, kort efter at han havde vundet sin eneste grand slam-turnering, Australian Open. Johansson vandt sølv i herredouble ved OL i 2008 sammen med Simon Aspelin (de tabte til Federer/Wawrinka). Hans første ATP-titel kom ved Copenhagen Open i 1997. I præmiepenge nåede han en total på $ 7,168,029. Johanssons kampstatistik i single endte på 357-296. Johansson var med til at vinde Davis Cup i 1998 med det svenske landshold. 
Han indstillede karrieren i juni 2009, efter at han havde kæmpet gennem det meste af et år med at komme tilbage efter fodskade.

## Grand Slam
Johanssons bedste Grand Slam-resultat i singlerækkerne er hans overraskende sejr i Australian Open i 2002. Her besejrede han i finalen Marat Safin fra Rusland i fire sæt. Dermed blev han den første svensker siden 1992 til at vinde en Grand Slam-titel. I 2005 nåede Johansson desuden frem til semifinalen i Wimbledon, hvor han dog blev besejret af amerikaneren Andy Roddick. Han er den seneste svenske tennisspiller der har vundet en grand slam-turnering i single. I US Open er hans bedste resultat kvartfinaler i 1998 og 2000. I French Open er anden runde det bedste resultat.

## OL
Thomas Johansson deltog i single ved OL 2000, hvor han i første runde tabte til australske Mark Philippoussis og dermed var ude af turneringen. Ved OL 2008 deltog han igen i single, hvor han i første runde besejrede finske Jarkko Nieminen, men tabte i anden runde til russiske Mikhail Juzjnyj og dermed var ude af turneringen. Han deltog desuden i herredouble sammen med Simon Aspelin, og det useedede svenske par vandt over par fra Australien, Spanien og Polen, hvilket bragte dem i semifinalen. Her vandt de en maratonkamp over det franske par Arnaud Clément og Michaël Llodra med 19-17 i tredje og afgørende sæt, hvilket bragte dem i finalen. Her blev det til et nederlag i fire sæt mod Roger Federer og Stanislas Wawrinka fra Schweiz, og det svenske par vandt dermed sølvmedalje.